# Mártanskaya
Mártanskaya (del ruso: Мартанская) es una stanitsa del ókrug urbano de Goriachi Kliuch del krai de Krasnodar, en las estribaciones noroccidentales del Cáucaso, en Rusia. Está situada a orillas del Marta, afluente del río Kubán, 29 km al nordeste de Goriachi Kliuch, y 46 km al sureste de Krasnodar. Tenía una población de 1 245 habitantes en 2010.
Pertenecía al municipio Súzdalskoye.

## Historia
Fue fundada en 1864, cerca del anterior aul adigué Psegub (Псэгъуб).